# Port de Colomers
El Pòrt de Colomèrs és una collada que es troba en el límit dels termes municipals de la Vall de Boí (Alta Ribagorça) i Naut Aran (Vall d'Aran), dins del Parc Nacional d'Aigüestortes i Estany de Sant Maurici.
El coll està situat a 2.603,4 metres d'altitud, entre el Tuc de Serreta (NNO) i la Tuqueta deth Pòrt (SSE); comunica la Vall de Colieto (O) i el Circ de Colomèrs (E).

## Rutes
Ambdues rutes coincideixen amb els dos trams que uneixen els dos refugis:
- Per la Vall de Colieto, des del Refugi Joan Ventosa i Calvell: abandonant el tàlveg de la vall al sud del Bony dels Estanyets de Colieto i seguint direcció est, per girar després cap al nord-est i vorejar la riba oriental de l'Estany Tort de Colieto, i buscar finalment el coll a llevant.
- Per la Vall d'Aiguamòg, des del Refugi de Colomèrs: Direcció sud, seguint la riba occidental del Estanh Major de Colomèrs, Estanh Mòrt i Estanhets deth Pòrt.

## Vistes

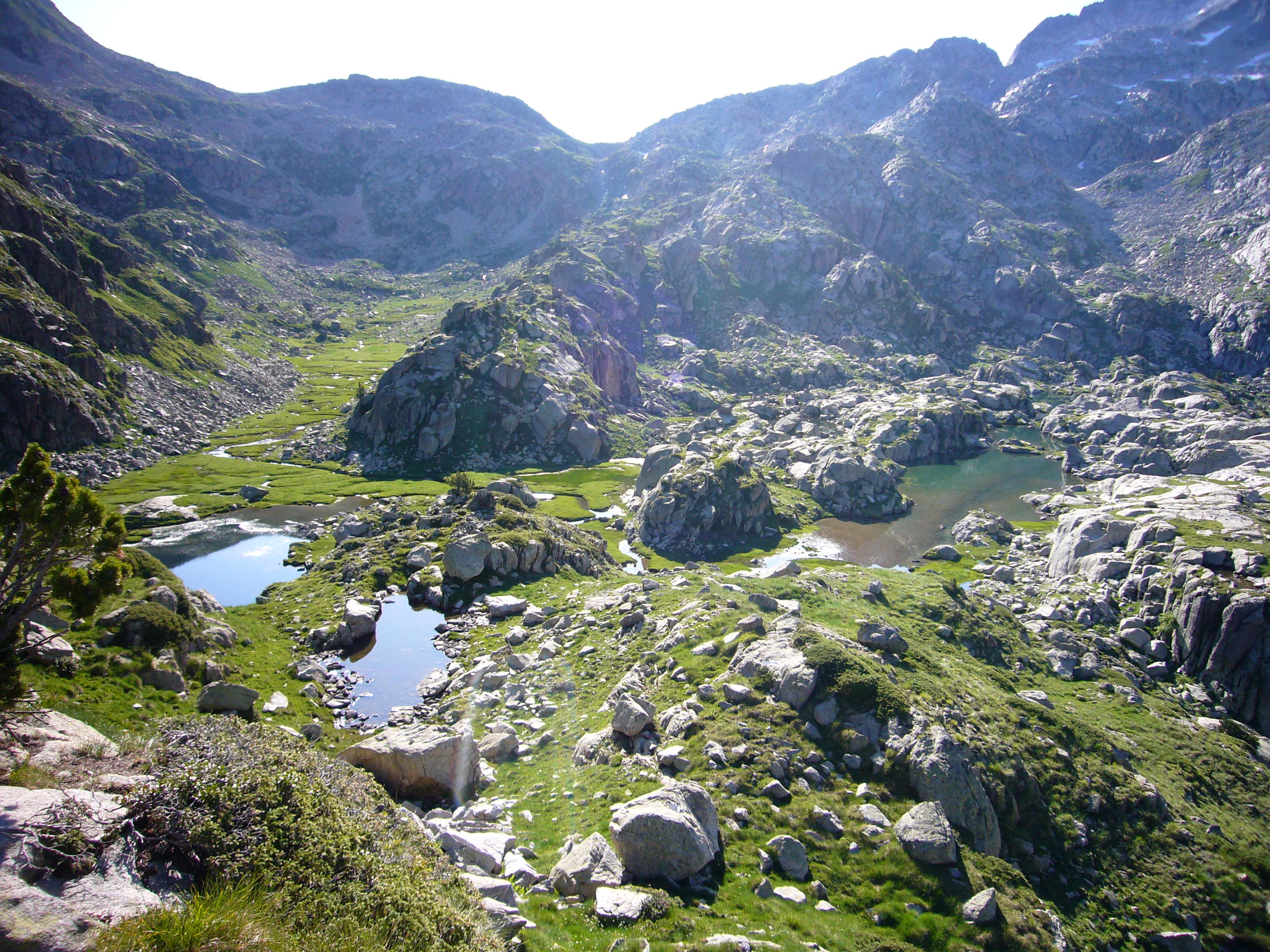
Estanys de Colieto i Pòrt de Colomèrs vistos des del Bony dels Estanyets de Colieto
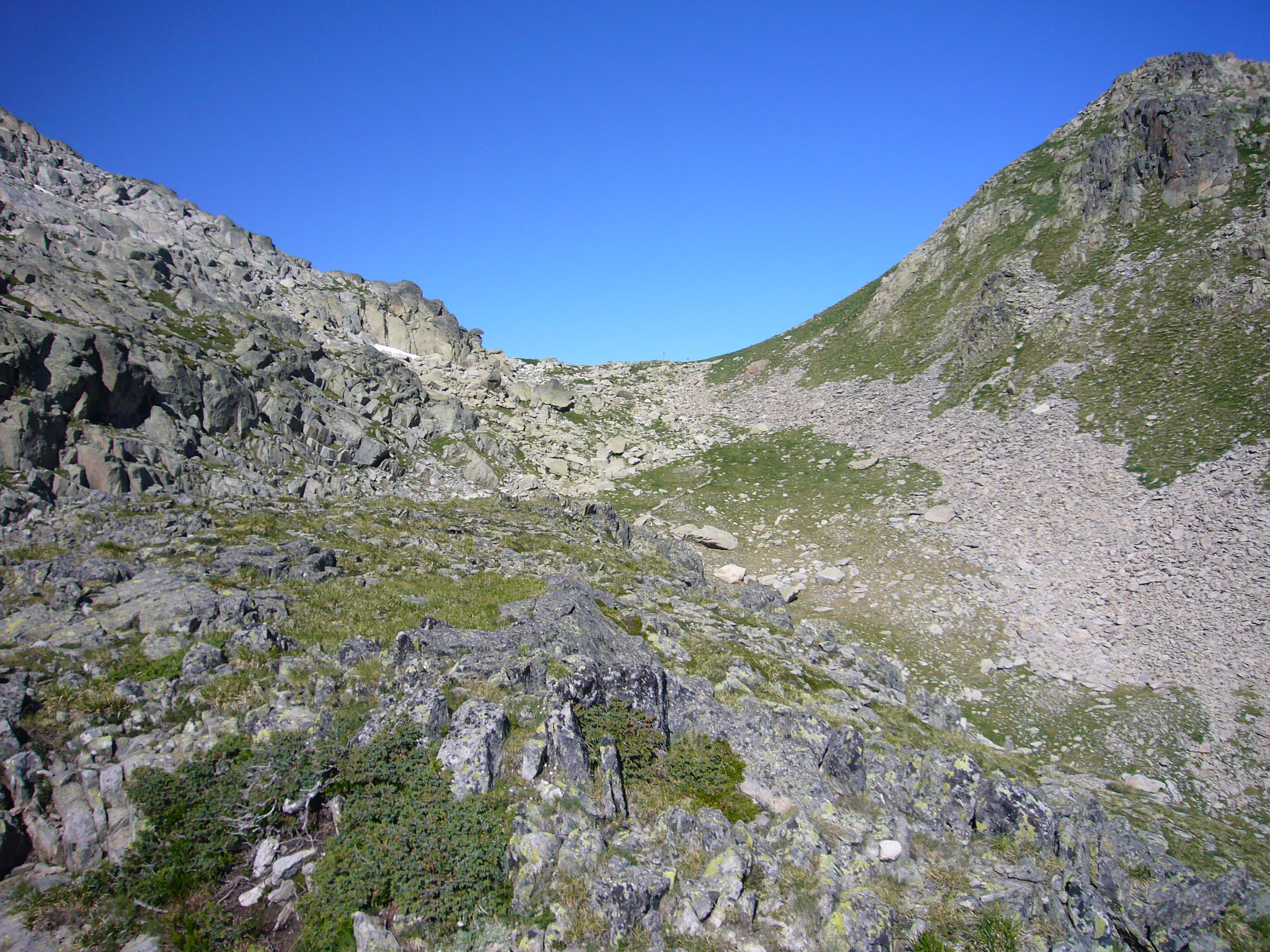
Pòrt de Colomèrs vist des de la Vall de Colieto
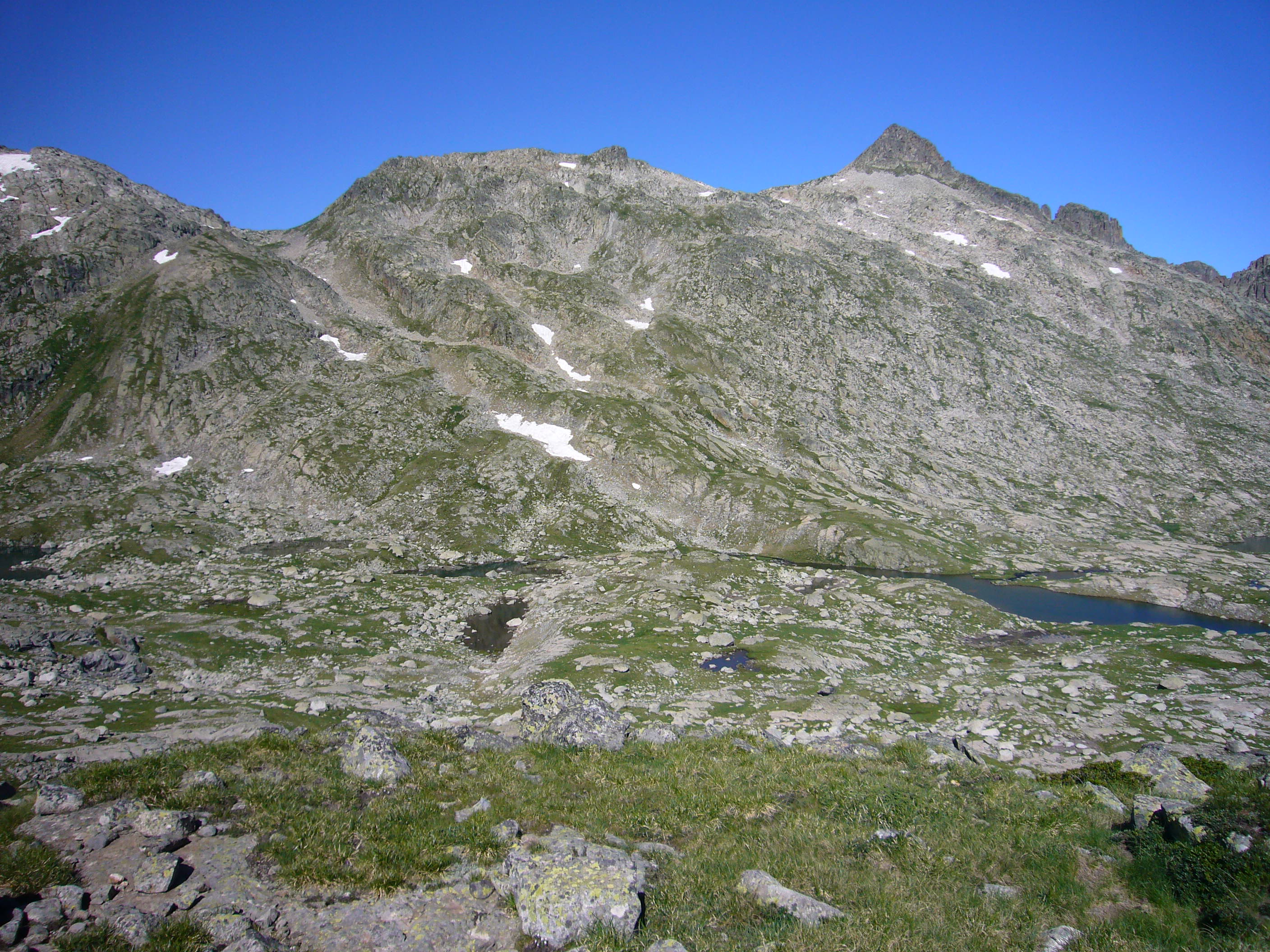
Estanhets deth Pòrt, Pòrt de Colomèrs i Tuc de Serreta vistos des del Circ de Colomèrs